# Florian Pinteaux
Florian Pinteaux (Creil, 4 februari 1992) is een Frans profvoetballer die als verdediger speelt.
Pinteaux begon bij AS Monaco waarvoor hij in het seizoen 2011/12 in het eerste elftal debuteerde in de Ligue 2. Na het kampioenschap dat seizoen werd hij het seizoen daarna verhuurd aan CS Sedan Ardennes dat eveneens in de Ligue 2 uitkwam. Hierna bleef hij in deze competitie spelen en kwam hij uit voor Le Havre AC en AC Arles-Avignon. In het seizoen 2015/16 speelde Pinteaux bij LB Châteauroux dat uitkwam in het Championnat National. Op 7 juni 2016 bereikte hij akkoord over een eenjarig contract bij Sparta Rotterdam met een optie op nog een seizoen. In 2017 ging hij naar FC Chambly. In 2020 ging Pinteaux naar AS Beauvais Oise.